# Amherst (Ohio)
Amherst é uma cidade localizada no estado norte-americano de Ohio, no Condado de Lorain.

## Demografia
Segundo o censo norte-americano de 2000, a sua população era de 11.797 habitantes. 
Em 2006, foi estimada uma população de 11.841, um aumento de 44 (0.4%).

## Geografia
De acordo com o United States Census Bureau tem uma área de 18,6 km², dos quais 18,6 km² cobertos por terra e 0,0 km² cobertos por água.

## Localidades na vizinhança
O diagrama seguinte representa as localidades num raio de 16 km ao redor de Amherst. 